# Vilhelm Bjerknes
Vilhelm Friman Koren Bjerknes (14 de marzo de 1862-9 de abril de 1951) fue un físico y meteorólogo noruego, que desarrolló buena parte de las modernas técnicas de predicción meteorológica.

## Resumen biográfico

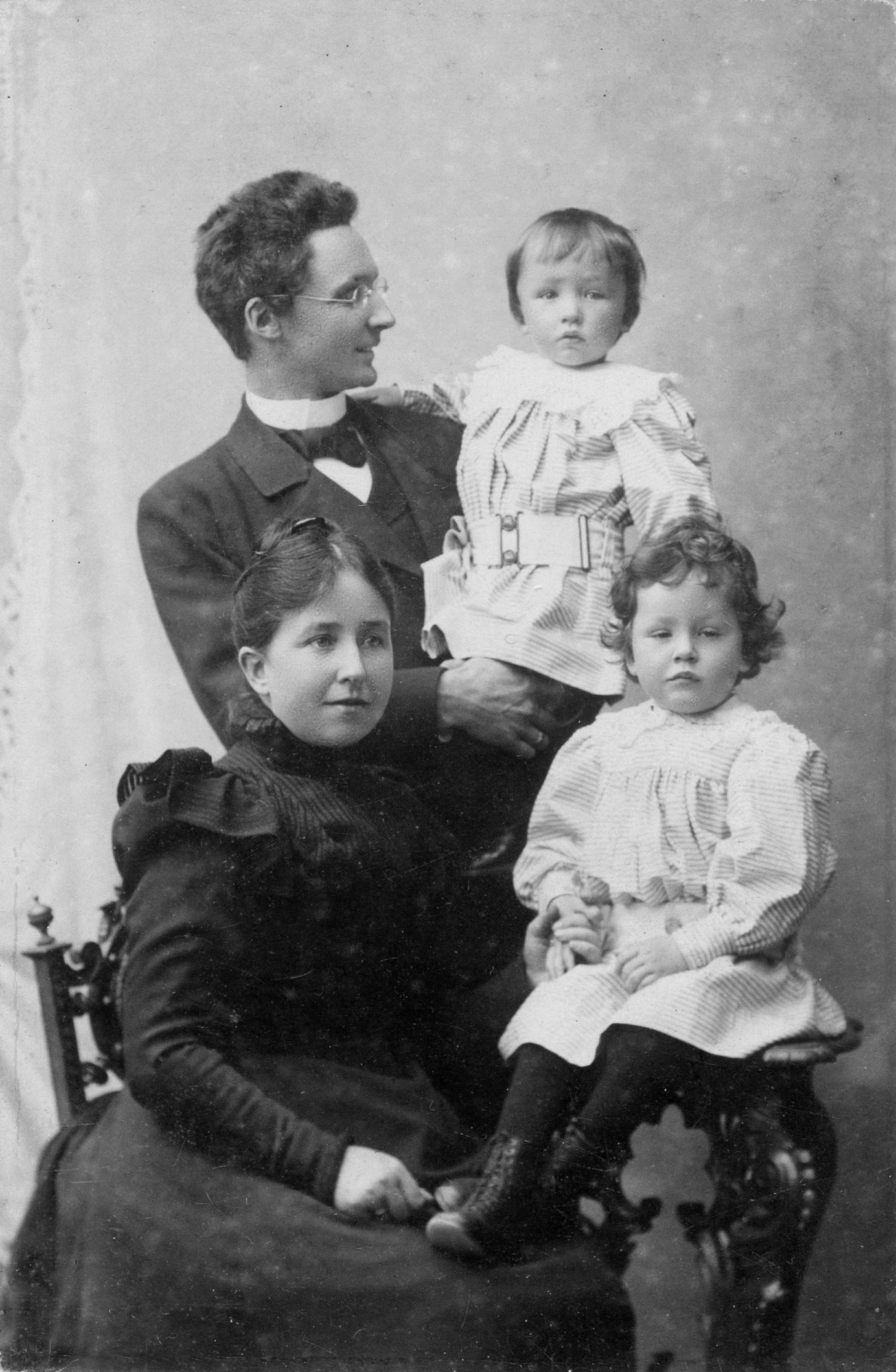
Vilhelm Bjerknes con su esposa Honoria y sus dos primeros hijos, Karl Anton y Jacob Bjerknes, hacia 1898

Nacido en Oslo, Bjerknes disfrutó desde joven con experiencia en mecánica de fluidos, a través de la investigación matemática de su padre, Carl Anton Bjerknes. En 1890 comenzó a trabajar como asistente de Heinrich Hertz, realizando notables contribuciones al trabajo de Hertz sobre resonancia electromagnética.
En 1895 comenzó a trabajar como profesor de mecánica aplicada y físico-matemáticas en la Universidad de Estocolmo donde dilucidó la relación fundamental entre dinámica de fluidos y termodinámica. Su contribución fundamental fueron las ecuaciones primitivas que se usan en modelos climáticos. Este trabajo inspiró a V. Walfrid Ekman y Carl-Gustav Arvid Rossby a aplicarlo en gran escala en los océanos y la atmósfera para efectuar las predicciones meteorológicas modernas. Bjerknes mismo previó las posibles aplicaciones ya en 1904.
En 1907 Bjerknes volvió a la Universidad de Oslo antes de trabajar como profesor de geofísica en la Universidad de Leipzig en 1912. En 1917 fundó el Instituto Geofísico Bergen, donde escribió el libro «Sobre la dinámica de los vórtices circulares con aplicaciones a la atmósfera, los vórtices atmosféricos y movimiento ondulatorio» (1921) y dirigió la creación de la Escuela Bergen de Meteorología. Desde 1926 hasta su retiro en 1932 mantuvo un puesto en la Universidad de Oslo. Falleció por problemas cardíacos.
Fue elegido miembro de la Real Academia de las Ciencias de Suecia en 1905. Su hijo fue el meteorólogo Jacob Bjerknes (1897-1975).
Fue candidato al premio Nobel en doce ocasiones.

## Reconocimientos
- El cráter lunar Bjerknes lleva este nombre en su honor.[4]
- El cráter marciano Bjerknes también conmemora su nombre.[5]